# Rhabdomolgus
Rhabdomolgus är ett släkte av sjögurkor som beskrevs av Wilhelm Moritz Keferstein 1863. Rhabdomolgus ingår i familjen masksjögurkor.
Släktet innehåller bara arten Rhabdomolgus ruber.